# Toyota Origin
La Toyota Origin (in giapponese: トヨタ・オリジン, Toyota Orijin) è una autovettura prodotta dalla casa automobilistica giapponese Toyota da maggio 2000 ad aprile 2001.

## Descrizione
L'Origin presenta un corpo vettura caratterizzato da un design in stile retrò e viene costruito utilizzando la stessa piattaforma e il medesimo motore a sei cilindri in linea della Toyota Progrès. L'auto è stata costruita dalla Kanto Auto Works nello stabilimento di Higashi Fuji.
Il design del veicolo si distingueva, rispetto ai veicoli moderni, per i molti richiami alla Toyota Crown degli anni 60, comprese le porte posteriori controvento, il montante posteriore inclinato all'indietro e fanali posteriori sottili a sviluppo verticale.